# Shih Szu
Lei Qiu-si, connue sous le nom de scène Shih Szu, (née le 24 octobre 1953  à Taïwan) est une actrice taïwanaise ayant travaillé dans les années 1970 et au début des années 1980, principalement à Hong Kong pour la société Shaw Brothers.

## Biographie
Née à Taiwan de parents originaires du Henan, Shih Szu a tourné dans une soixantaine de films entre 1970 et 1985. Elle rejoint la Shaw Brothers en 1970. Considérée comme la relève de Cheng Pei-pei qui allait mettre un terme à sa carrière, elle tourne avec cette dernière Les Griffes de Jade (sorti en janvier 1971) dans lequel elle incarne précisément la jeune disciple d'une héroïne martiale désireuse de se retirer (elle reprend ce rôle l'année suivante dans The Black Tavern). Elle tourne naturellement par la suite une série de films d'arts martiaux.
Au milieu des années 1970, elle est choisie pour participer à des coproductions internationales : La Légende des sept vampires d'or et Les Trois Supermen du kung fu, toujours dans des rôles martiaux.
Par la suite elle joue surtout pour la Shaw des seconds rôles, souvent sans scènes de combat (The Deadly Breaking Sword). Elle tourne son dernier film pour la Shaw en 1980 (A Deadly Secret) puis poursuit sa carrière à Taïwan.

## Filmographie partielle
- 1971 : Les Griffes de Jade
- 1972 : Les Maîtres de l'épée
- 1972 : The Black Tavern
- 1973 : The House of 72 Tenants
- 1974 : La Légende des sept vampires d'or
- 1974 : Les Trois Supermen du kung-fu (Crash! Che botte... Strippo strappo stroppio)
- 1976 : Le Temple de Shaolin
- 1977 : Le Tigre de jade
- 1978 : The Proud Youth
- 1978 : La Vengeance de l'aigle de shaolin'
- 1979 : The Deadly Breaking Sword
- 1980 : A Deadly Secret